# Bergmannsbauer
Bergmannsbauer war die Bezeichnung für Nebenerwerbslandwirte in der Saarregion und der angrenzenden Pfalz in der Zeit von ca. 1850 bis ca. 1970. 
In anderen Regionen Mitteleuropas war die Bezeichnung Arbeiterbauer üblich.

## Geschichte
Der Berufsstand entstand, nachdem Mitte des 19. Jahrhunderts die Industrialisierung in der Saarregion begonnen hatte. Die staatliche Preußische Bergbauverwaltung eröffnete innerhalb kurzer Zeit eine ganze Anzahl Steinkohlegruben, nachdem durch den Bau einer Eisenbahnlinie der Abtransport der Kohle zu den Abnehmern günstig geworden war. Es entwickelte sich eine florierende Eisen- und Stahlindustrie.  Zu der Zeit war durch stetiges Bevölkerungswachstum und das Prinzip der Realteilung das verfügbare Ackerland zunehmend zersplittert und verkleinert worden. Viele Söhne aus diesen Kleinbauernfamilien suchten ein Auskommen in den neuen Kohlegruben in der Saarregion. 
Um eine Entwurzelung der Arbeitermassen, wie sie in anderen Industrierevieren beobachtet worden war, zu vermeiden, versuchten die preußischen und bayerischen Grubenverwaltungen in der Saarregion einen sesshaften und bodenständigen Arbeiterstamm heranzubilden. Sie setzten dazu auf das von Bergrat Leopold Sello eingeführte Prämienhaussystem und auf eine wohlwollende Unterstützung der Nebenerwerbslandwirtschaft der Bergleute. Für viele ehemals selbstständig wirtschaftende Kleinbauern boten diese Möglichkeiten einen schrittweisen Übergang zum Industriearbeiterdasein. Auf diese Weise entstand der besondere, für das Saargebiet und die angrenzende Pfalz typische Berufsstand des Bergmannsbauern.
Trotz der Bezeichnung unterhielten nicht nur Bergleute eine Nebenerwerbslandwirtschaft, sondern auch andere Industriearbeiter, Hüttenarbeiter oder Arbeiter von Post und Eisenbahn. 
Zur Landwirtschaft eines Bergmannsbauern gehörten üblicherweise zwei Kühe, die auch als Zugtiere bei der Feldarbeit dienten, einige Schweine und Hühner. Um die landwirtschaftlichen Aufgaben neben der Lohnarbeit zu bewältigen, musste die ganze Familie mitarbeiten. Die meisten Arbeiten mussten in Handarbeit verrichtet werden, da den Bergmannsbauern die Anschaffung teurer Geräte finanziell unmöglich war. Trotz dieser Schwierigkeiten waren die Familien der Bergmannsbauern im Dort meist bessergestellt als die reinen Arbeiter. Sie konnten durch die selbsterzeugten Lebensmittel Geld sparen und waren auch in den Notzeiten der Weltkriege besser versorgt, trugen sogar oft zur Lebensmittelversorgung in den Dörfern bei. 
Das Ende der Bergmannsbauern kam durch die bessere und billigere Lebensmittelversorgung ab den 1960er Jahren und durch höhere Löhne in der Industrie. Etwa in der Zeit von 1950 bis 1970 gaben daher die meisten landwirtschaftlichen Kleinbetriebe auf.